# Garden of the Moon
Garden of the Moon é um filme de comédia estadunidense dirigido por Busby Berkeley e lançado pela Warner Bros. Pictures em 1 de outubro de 1938. O filme é estrelado por Pat O'Brien, Margaret Lindsay, John Payne, Johnnie Davis, Melville Cooper e Isabel Jeans.

## Elenco
- Pat O'Brien como John Quinn
- Margaret Lindsay como Toni Blake
- John Payne como Don Vincente
- Johnnie Davis como Slappy Harris
- Melville Cooper como Maurice
- Isabel Jeans como Sra. Lornay
- Mabel Todd como Mary Stanton
- Penny Singleton como Senhorita Calder
- Dick Purcell como Rick Fulton
- Curt Bois como Maharajah of Sund
- Granville Bates como Angus McGillicuddy
- Edward McWade como Peter McGillicuddy
- Larry Williams como Trent
- Ray Mayer como músico (piano)
- Jerry Colonna como músico (trombone)
- Joe Venuti como músico (violino)
- Jimmy Fidler como Jimmie Fidler